# Peplomeer

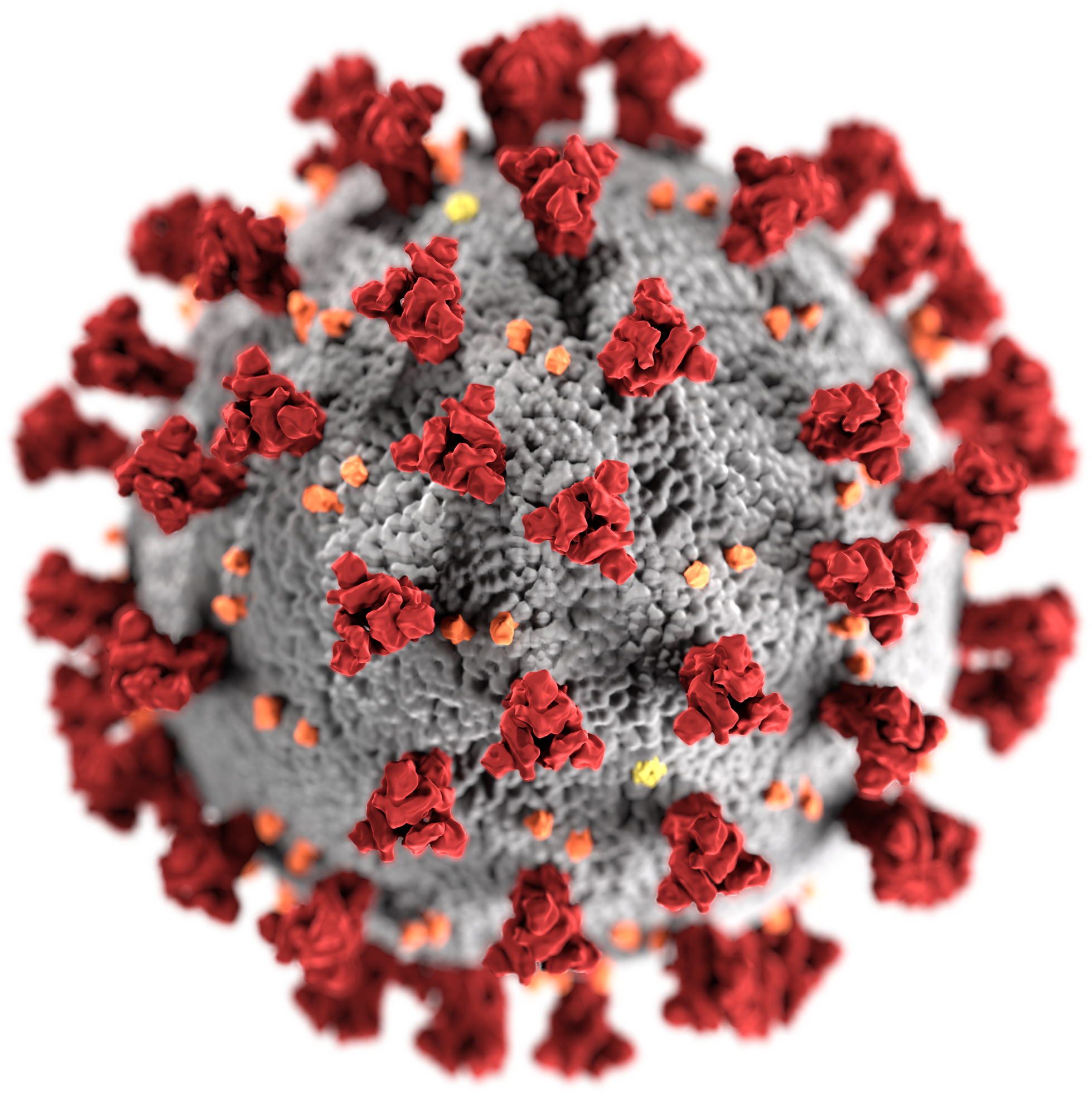
Diagram van een coronavirus. De grote rode, uitstekende structuren zijn spike-eiwitten.

Een peplomeer, beter bekend als een spike-eiwit, is een groot glycoproteïne dat uit de envelop (lipide dubbellaag) van sommige virussen steekt. Peplomeren spelen een belangrijke rol in het infectieproces; ze zijn verantwoordelijk voor de aanhechting van het virusdeeltje aan receptoren op de gastheercel. Ze zorgen er ook voor dat het virusdeeltje de cel binnen kan gaan, door de fusie van de virusenvelop en het gastheermembraan mogelijk te maken. Spike-eiwitten hebben een hoge immunogeniciteit en worden vaak snel door het immuunsysteem herkend.
Spike-eiwitten hebben, ondanks hun naam, geen stekelige maar een stompe of knotsvormige structuur. Zowel de term peplomeer als spike beschrijven alleen de morfologisch zichtbare structuur. Een virusdeeltje beschikt altijd nog over kleine membraaneiwitten en andere envelop-eiwitten. Deze zijn minder prominent zichtbaar en steken nauwelijks naar buiten.
Spike-eiwitten komen voor op het oppervlak van veel verschillende virussen, waaronder orthomyxovirussen, paramyxovirussen, filovirussen, coronavirussen, arenavirussen en retrovirussen. Er zijn monoklonale antistoffen ontwikkeld die tegen spike-eiwitten kunnen worden ingezet. Hiermee kan men virusinfecties bestrijden, bijvoorbeeld infecties van SARS-CoV-2.